# Quintino Sella
Quintino Sella, född 7 juli 1827 i Mosso, Piemonte, död 14 mars 1884 i Biella, Piemonte, var en italiensk matematiker och politiker. 
Sella blev 1853 professor i geometri vid ingenjörshögskolan i Turin. Han invaldes i riksförsamlingen 1860, gjorde sig omedelbart bemärkt och inkallades som understatssekreterare i undervisningsdepartementet i Camillo di Cavours sista ministär. I Urbano Rattazzis kabinett blev han finansminister 1862, vilken ställning han innehade även under Alfonso La Marmora 1864–1865 samt under Giovanni Lanza 1869–1873. Han reorganiserade statens finanser och kunde, genom besparingar och införande av nya skatter, förmögenhetsskatt och en kvarnskatt, minska det mycket stora budgetunderskottet. Före sitt fall 1873 på sin tullpolitik hade han väsentligen lyckats att få statens finanser på god fot. År 1870 verkade han för att hindra Italiens ingripande på Frankrikes sida. Åren 1873–1884 spelade han stor parlamentarisk roll som högerledare. Hans försök att 1881 bilda en ministär misslyckades. I Accademia dei Lincei, som han omorganiserade, fungerade han länge som president. Under sin tidigare period utgav han ett antal matematiska och mineralogiska avhandlingar. Hans Discorsi parlamentari utgavs 1887–1890 efter beslut av deputeradekammaren.